# Esacus magnirostris
L'occhione maggiore australiano (Esacus magnirostris (Vieillot, 1818)) è un uccello della famiglia Burhinidae.

## Distribuzione e habitat
Questo uccello vive in Australia, Malaysia, Indonesia, Filippine, sulle Isole Andamane, sull'Arcipelago di Mergui (Myanmar), sulle isole della Thailandia, in Papua Nuova Guinea, Nuova Caledonia, sulle Isole Salomone e su Vanuatu. Su Vanuatu, Sumatra e Nuova Caledonia è molto raro.